# رايموند لفيفر
رايموند لفيفر (Raymond Lefèvre)، (20 نوفمبر 1929 - 27 يونيو 2008) كان قائد أوركسترا وملحن فرنسي.

## حياته
درس رايموند البيانو والفلوت في معهد الموسيقى. أصبح معروفا من خلال تأليفه موسيقى تصويرية لأفلام لويس دو فنيس بين عامي 1964 و1982. واستطاع بذلك أن يُكَون لنفسه اسماً كقائد أوركسترا. بدأ مهنته الفنية كعازف بيانو لدى أوركسترا فرانك بورسل في أوائل الخمسينات من القرن الماضي. في عام 1956 بدأ عمله بشكل منفرد وسجل أول ألبوم له في نفس العام. عمل في التلفزيون الفرنسي برنامج موسيكوراما. وتعتبر موسيقى Soul Coaxing أشهر موسيقى لرايموند حيث اشتهرت على نطاق واسع في العالم.

## روابط خارجية
- رايموند لفيفر على موقع IMDb (الإنجليزية)
- رايموند لفيفر على موقع ميوزك برينز (الإنجليزية)
- رايموند لفيفر على موقع أول ميوزيك (الإنجليزية)
- رايموند لفيفر على موقع ديسكوغز (الإنجليزية)
- رايموند لفيفر على موقع قاعدة بيانات الفيلم (الإنجليزية)